# Méreau
Méreau é uma comuna francesa na região administrativa do Centro, no departamento Cher. Estende-se por uma área de 18,7 km². Em 2010 a comuna tinha 2 670 habitantes (densidade: 142,8 hab./km²).